# ديماس دين
ديماس دين (بالإنجليزية: Demas Dean)‏ هو عازف جاز أمريكي، ولد في 6 أكتوبر 1903، وتوفي في 1991.